# دايجو (ممثل)
دايجو (باليابانية: DAIGO) هو مغني ومغن ومؤلف وممثل ياباني، ولد في 8 أبريل 1978 في اليابان.

## أعمال

### أفلام
- (2009)  المطارد الأسود

## وصلات خارجية
- دايجو على موقع IMDb (الإنجليزية)
- دايجو على موقع ميوزك برينز (الإنجليزية)
- دايجو على موقع ميوزك برينز (الإنجليزية)
- دايجو على موقع قاعدة بيانات الفيلم (الإنجليزية)
- دايجو على موقع ANN person (الإنجليزية)